# Bệnh Mortimer
Bệnh Mortimer là một bệnh về da đặc trưng bởi các vết đỏ xuất hiện khắp mặt và bàn tay, và lây lan khắp cơ thể với hình dạng tương tự nhau. Thực tế các vết này không loét, không có vỏ, chỉ ra đây là một căn bệnh khác với lupus vulgaris. Căn bệnh này được mô tả lần đầu bởi Johnathan Hutchinson (1828-1913), tên của căn bệnh này lấy từ tên của một người bệnh, bà Mortimer.